# 埃斯托埃
埃斯托埃（法語：Estoher，法語發音：[ɛstɔe] ⓘ）是法国东比利牛斯省的一个市镇，属于普拉德区。

## 地理
埃斯托埃（42°36'3"N, 2°29'10"E）面积26.08 平方千米，位于法国奧克西塔尼大區东比利牛斯省，该省份为法国大陆部分最南部的省份，涵盖了北加泰罗尼亚，北起奥德省，西接阿列日省和安道尔，南与西班牙接壤，东临地中海。
与埃斯托埃接壤的市镇（或旧市镇、城区）包括：埃斯皮拉德孔夫朗、巴耶斯塔维、瓦尔马尼亚、托里尼亚、克拉拉-维耶拉克、洛斯马索、马基沙讷。

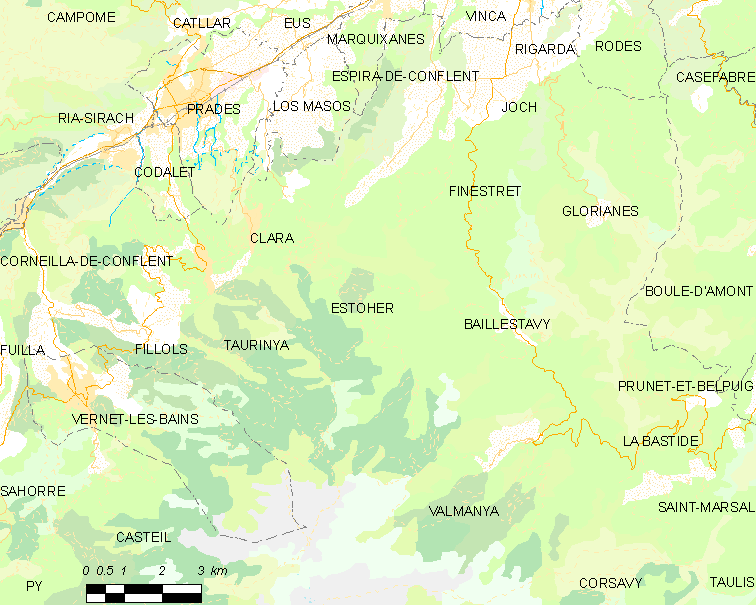
埃斯托埃的OSM定位图

埃斯托埃的时区为UTC+01:00、UTC+02:00（夏令时）。

## 行政
埃斯托埃的邮政编码为66320，INSEE市镇编码为66073。

## 政治
埃斯托埃所属的省级选区为勒卡尼古县。

## 人口

1962-2008年间埃斯托埃人口变化图示

埃斯托埃于2022年1月1日时的人口数量为154人。